# Westferry (Docklands Light Railway)
Westferry è una stazione della Docklands Light Railway (DLR), al nodo di Limehouse Causeway e Westferry Road a Limehouse nelle London Docklands. La stazione si trova nella Travelcard Zone 2. Ad ovest ha la stazione di Limehouse, mentre a est la DLR si divide, con una diramazione per Poplar e l'altra per West India Quay.